# ハカン・エクメン
ハカン・エクメン（Hakan Ekmen、1975年11月27日 - ）は、トルコの元アマチュアサッカー選手。現在はSVアイントラハト・ホーケッペル会長。
現役時代のポジションはDF。

## 経歴
1975年11月27日、トルコの首都・アンカラ生まれ。

### SVアイントラハト・ホーケッペル時代
2009年5月1日、ドイツのSVアイントラハト・ホーケッペルCEO兼取締役に就任。
2013年、38歳でSVアイントラハト・ホーケッペルに入団しディフェンダーとしてアマチュアサッカー選手に兼任。
2017年4月30日、SVアイントラハト・ホーケッペルCEOを退任。
2017年5月1日、SVアイントラハト・ホーケッペルフットボール・オペレーション責任者兼会長に就任。
2017年7月1日、SVアイントラハト・ホーケッペルアマチュアサッカー選手を引退。

## 所属クラブ
- SVアイントラハト・ホーケッペル 2013-2014
→ SVアイントラハト・ホーケッペル ll 2014-2015
- SVアイントラハト・ホーケッペル 2015-2016
- SVアイントラハト・ホーケッペル ll 2016-2017
- SVアイントラハト・ホーケッペル 2017